# Jürgen Storbeck
Jürgen Storbeck (n. Flensburg; 1946) fue el primer director de la Oficina Europea de Policía (Europol). 

## Biografía
Nació en la ciudad de Flensburg, situada en la entonces zona de ocupación británica. Entre 1977 y 1993 ocupó varios cargos en la Oficina Federal de Investigación Criminal de Alemania (en alemán, Bundeskriminalamt, BKA). A partir de 1994 se hizo cargo de la Unidad de drogas de la Europol (EDU) y en 1999 fue elegido director del organismo de seguridad europeo. Ocupó el cargo hasta el 30 de junio de 2004, cuando fue sustituido por Max-Peter Ratzel.